# جده
جده (به عربی: مدینة جَدّة) شهری در غرب شبه جزیره عربستان، قطب اقتصادی و گردشگری عربستان سعودی و دومین شهر بزرگ آن پس از ریاض است. این شهر بر کرانهٔ دریای سرخ، در نقطه میانی آن قرار دارد، و به «عروس دریای سرخ» ملقب است.

## جمعیت
جمعیت جده طبق سرشماری عمومی سال ۲۰۲۲ میلادی، برابر با ۳٬۷۵۱٬۷۲۲ میلیون نفر بوده است که ۵۲٪ آن بومی بوده‌اند.

## پیشینهٔ تاریخی
تاریخ جده به ۳۰۰۰ سال پیش بر می‌گردد که توسط ماهی‌گیرانی که بعد از توقف صید در این مکان استقرار می‌گرفتند نامگذاری شده‌است. بعد از آن قبیله قضاعه قبل از ۲۵۰۰ سال به آنجا کوچیده‌اند. اما تحول تاریخی این شهر در عهد خلیفه سوم عثمان بن عفان بوده، که در سال ۶۴۷ میلادی هنگامی که به دستور وی اولین بندرگاه برای استقبال حجاج که از راه دریا می‌آمدند و به زیارت مکه برای ادای عمره و حج می‌رفتند ساخته شد.

## تسمیت
وجه تسمیه شهر جده سه قول معروف وجود دارد.
- به کسر جیم: گویند جِده نام شیخ قبیلهٔ قضاعه بوده‌است.
- به ضم جیم: جُده بمعنای ساحل دریا (به عربی شاطیء البحر). این مقوله را یاقوت حموی در معجم‌البلدان و ابن بطوطه در سفرنامه خود ذکر کرده‌است.
- به فتح جیم: به معنای جَدَه یا مادربزرگ است؛ جَدۀ بنی بشر، حوا زوجهٔ آدم، در جده مدفون است.

## نگارخانه

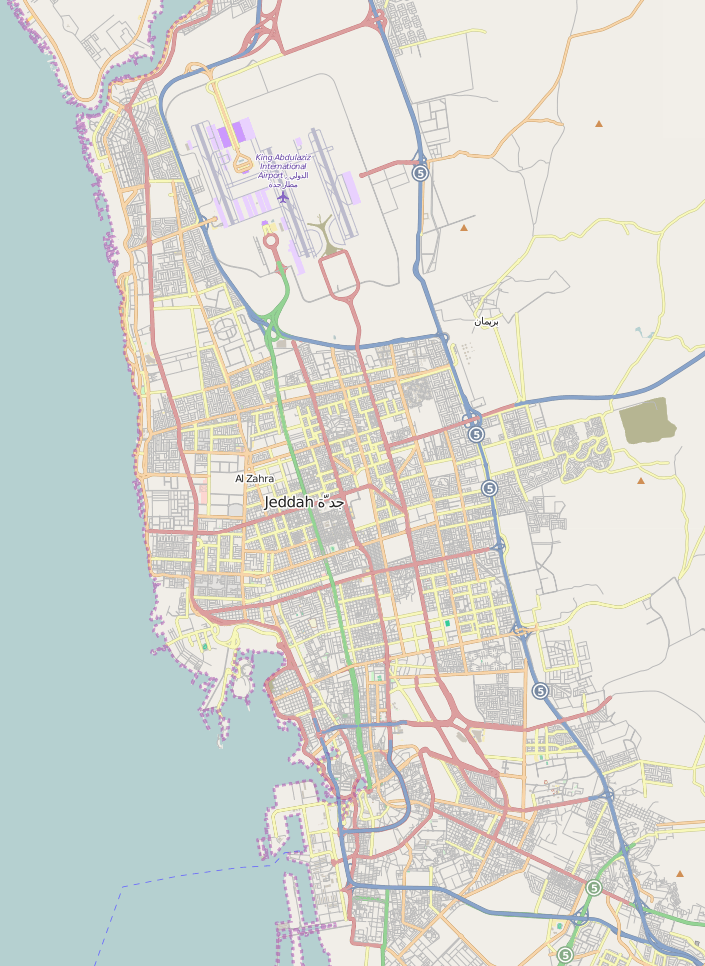
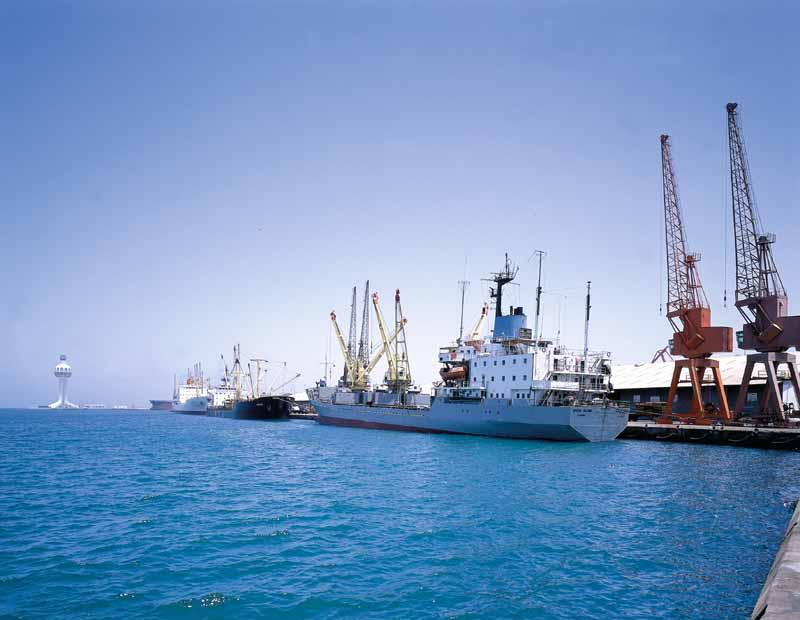
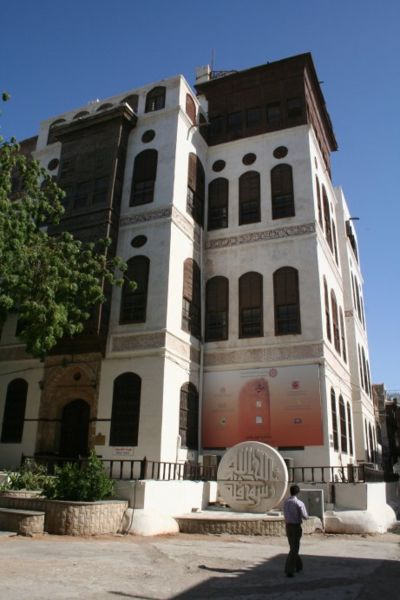

## شهرهای خواهر
|  | - آلماآتی، قزاقستان - عمان، اردن - باکو، جمهوری آذربایجان - اسکندریه، مصر - قاهره، مصر - اشتوتگارت، آلمان - دبی، امارات متحده عربی - جاکارتا، اندونزی - استانبول، ترکیه - آدانا، ترکیه - جوهور باهرو، مالزی | - قازان، تاتارستان، روسیه - کراچی، پاکستان - ماری، ترکمنستان - اودیسا، اوکراین - شهر اوش، قرقیزستان - پلوودیف، بلغارستان - کازابلانکا، مراکش - ریودوژانیرو، برزیل - شیمونوسکی، ژاپن - سن پترزبورگ، روسیه - استراسبورگ، فرانسه - شیان، جمهوری خلق چین |  |